# أندرو كوهن
أندرو كوهن (بالإنجليزية: Andrew Cohen) (13 مايو 1981 باولا مالطا - ) هو لاعب كرة قدم مالطي يلعب كمهاجم.

## مسيرته الكروية
لعب أندرو كوهن خلال مسيرته الاحترافية مع ناديين في اثنين وعشرين موسمًا وسجل خلالها 147 هدف ضمن 497 مباراة. حيث فاز في أربعة مواسم بالكأس وفي أربعة مواسم بالدوري.
خاض أندرو كوهن مسيرته مع نادي هيبرنيانز في موسم 1999–00 ليلعب معه ثمانية عشر موسمًا، مشاركًا في 421 مباراة سجل خلالها 128 هدف. ثم انتقل إلى نادي غزيرا يونايتد في موسم 2016–17 ليلعب معه أربعة مواسم، حيث شارك في 76 مباراة سجل خلالها 19 هدفًا.

## روابط خارجية
- أندرو كوهن على موقع الاتحاد الأوربي (الإنجليزية)
- أندرو كوهن على موقع قاعدة بيانات كرة القدم.إي يو (الإنجليزية)
- أندرو كوهن على موقع ناشيونال فوتبول تيمز (الإنجليزية)
- أندرو كوهن على موقع Soccerway.com (الإنجليزية)
- أندرو كوهن على موقع عالم كرة القدم.نت (الإنجليزية)